# 石姓
石姓是東亞文化圈的姓氏之一，在古籍《百家姓》中排名第188位，在中国大陆人口排名第81位（2006年统计数据）；韓國人口排名第68位，使用人口約56500（석（韓國姓氏石通昔，為新羅三大王姓））；臺灣人口排名第68位；日本人口排名4722。

## 姓氏源头
- 出自姬姓，为石碏之后裔。据《元和姓纂》及《春秋公子谱》等所载，春秋时卫靖伯之孙石碏，有大功于卫，世为卫大夫，石碏之孙骀仲，以祖父字为氏。
- 出自他姓，以字为氏。据《春秋公子谱》所载，春秋时宋公子段，字子石；春秋时郑公子丰有子名公孙段，字子石。两者其后皆以字为氏。
- 出自他族加入或他族改石姓的。隋唐时期“昭武九姓”之一，当时西域石国（今乌兹别克斯坦塔什干一带）有人迁居中原，改为石姓；
  - 據《晉書·石勒載記》，趙明帝起初為南匈奴羌渠人，原名㔨，沒有漢文姓名，由牧人汲桑起漢姓為石，名勒。
  - 据《魏书·官氏志》所载，北魏孝文帝汉化改革时，将鲜卑乌石兰氏改单姓石；据《后赵录》所载，十六国张訇督改为石会，冉闵改为石闵。
  - 据《北史》所载，有娄姓改为石姓；上党石姓，羯人之姓，其先为匈奴别部，后散居上党、武乡；石敬瑭之四代祖石璟，为沙陀部人，石敬塘冒姓石。
  - 据《九国志》所载，万州石姓系出波斯，五代十国时前蜀利州司马石处温是也；金时女真人斡勒氏、石盏氏改单姓石；今侗、水、阿昌、满、拉祜、回、土家、东乡、黎、羌、蒙族有此姓。

## 延伸阅读
[在维基数据编辑]
 《百家姓》
 《欽定古今圖書集成·明倫彙編·氏族典·石姓部》，出自陈梦雷《古今圖書集成》